# Озерки (Окуловский район)
Озерки — деревня в Окуловском муниципальном районе Новгородской области, относится к Угловскому городскому поселению.

## География
Деревня Озерки расположена на Валдайской возвышенности, в 7 км к юго-востоку от города Окуловка, в 15 км к северу от посёлка Угловка.
Окружающий рельеф территории — холмисто-моренный. Почвы: дерново-слабоподзолистые и слабоподзолистые.
Неподалёку расположены две деревни: Сосницы 1,5 км к югу и Куракино в 1,5 км к востоку.

## История
В 1773—1927 деревня Озерки находилась в Боровичском уезде Новгородской губернии. С начала XIX века до 1924 относилась к Шегринской волости Боровичского уезда.
Отмечена на карте 1826—1840.
В 1911 в деревне Озерки было 11 дворов с 16 домами и населением 73 человек. Имелась часовня.
В 1970 году был организован совхоз «Транспортник», ставший основным местом работы для многих жителей деревни.
Деревня Озерки была административным центром Озерковского сельского поселения. В 2010 вошла в состав Угловского городского поселения.

## Население
| 2002 | 2006 | 2010 | 2011 |
| ---- | ---- | ---- | ---- |
| 275  | ↗339 | ↘236 | ↗334 |

## Образование, здравоохранение и социальная сфера
В деревне Озерки в 1988-2008 годах работало муниципальное общеобразовательное учреждение «Основная общеобразовательная школа д. Озерки Окуловского района»
В деревне Озерки работает медпункт. Торговая сеть отсутствует.

## Транспорт
Ближайшая ж/д станция «Окуловка» — в 9 км от деревни Озерки.